# Koniuszki (przystanek kolejowy)
Koniuszki (ukr. Конюшки, ros. Конюшки) – przystanek kolejowy około 2 km na południe od wsi Czernichów, w rejonie samborskim, w obwodzie lwowskim na Ukrainie.
Przystanek istniał przed II wojną światową. Nosił wówczas nazwę Koniuszki Siemianowskie, od pobliskiej wsi  Koniuszki Siemianowskie (obecnie Łuki).